# Parfum de chêne
Pour plus de détails, voir Fiche technique et Distribution.
Parfum de chêne est un long métrage réalisé en 2003 par le Cubain Rigoberto López Pego. C’est un film qui raconte l’histoire d’amour d’un couple mixte qui doit lutter contre les barrières sociales et le racisme à Cuba. 

## Synopsis
La Havane, XIXe siècle. Aux abords d'une plantation de café, une Haïtienne distinguée et un romantique commerçant allemand traversent ensemble les rêves brisés et les tragédies sans fin. Malgré les barrières sociales et raciales qui les séparent, leur passion les entraîne dans une romance défiant les tabous de l'époque.

## Fiche technique
- Titre : Parfum de chêne
- Pays Concerné : Cuba
- Réalisateur : Rigoberto López Pego
- Pays du réalisateur : Cuba
- Langue : espagnol sous titré en français
- Durée : 123’
- Année : 2003
- Genre : drame
- Type : fiction
- Couleur / N&B : couleur
- Format : Vidéo
- Production : ICAIC